# Operacja Wigwam

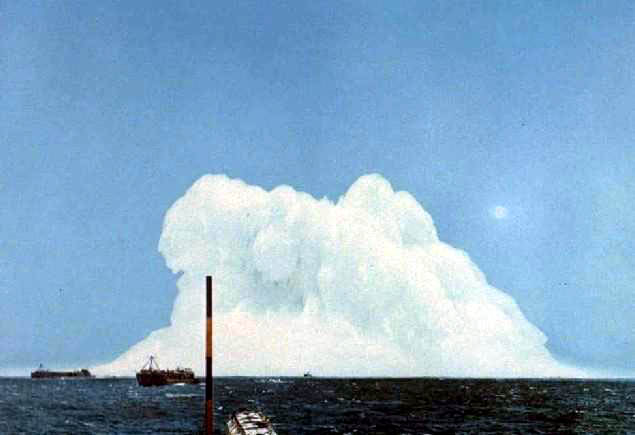
Podwodny wybuch Wigwam

Operation Wigwam – amerykański test broni atomowej dokonany na Pacyfiku 14 maja 1955 w celu sprawdzenia podatności okrętów podwodnych na atak nuklearny.
Ładunek próbny umieszczono na głębokości 610 metrów pod powierzchnią lustra wody. Wokół strefy wybuchu rozmieszczone zostały okręty podwodne wraz z umieszczonymi na pokładzie kamerami i urządzeniami rejestrującymi.
| Nazwa testu | Data         | Miejsce                                   | Siła wybuchu |
| ----------- | ------------ | ----------------------------------------- | ------------ |
| Wigwam      | 14 maja 1955 | 500 mil na południowy zachód od San Diego | 30 kiloton   |